# 高林陽一
高林 陽一（たかばやし よういち、1931年4月29日 - 2012年7月15日）は、日本の映画監督・映画プロデューサー。京都府京都市生まれ。父親は着物のデザイナー。

## 経歴
1955年、立命館大学法学部政治学科中退。1960年、銀座ヤマハホールで8m/mの自主映画の個人映写会を開き、若手実力派映画監督として注目される。同年の『石っころ』が評価された。1963年、16m/m第1作の「砂」がベルギー実験映画祭で特別賞を受賞。
1964年、飯村隆彦、石崎浩一郎、大林宣彦、金坂健二、佐藤重臣、ドナルド・リチー、足立正生らと実験映画製作上映グループ「フィルム・アンデパンダン」を結成。1964年に発表した「ひなのかげ」はニューヨーク近代美術館所蔵作となり脚光を浴びる。また小川紳介や松本俊夫らの監督と親交を結んだ。「すばらしい蒸気機関車」は、記録映画ながら日本ヘラルド配給で劇場公開されてプロデビュー。次いで劇映画に進出し、1975年のATGとの提携作「本陣殺人事件」、1976年の「金閣寺」などを監督した。「本陣殺人事件」「往生安楽国」では高沢順子を起用した
映画監督、プロデューサー、脚本を手掛ける他、「ねらわれた学園」（角川春樹事務所、1981年）、「廃市」（ATG、1983年）、「縄と乳房」（にっかつ、1983年）などで俳優として映画出演した。
2012年7月15日、肺炎のため死去。81歳没。

## 主な監督作品

### 映画
- すばらしい蒸気機関車
- 餓鬼草紙(1973)
- 最後の蒸気機関車
- 本陣殺人事件(1975)
- 金閣寺(1976)
- 西陣心中(1977)
- 往生安楽国(1978)
- ナオミ(1980)
- ザ・ウーマン
- 蔵の中
- 雪華葬刺し
- 赤いスキャンダル - 情事 -
- 魂遊び - ほうこう -
- 愛なくして（2003年）
- ベンチのある風景
- 涯（はて）への旅（2007年）

### テレビ
- いい旅チャレンジ20,000 km（フジテレビ、1980年4月5日～9月27日）[3]。大林宣彦と交代で演出[3]。

## 受賞歴
- 第26回全日本CMフェスティバル・フィルムCM部門全日本CM大賞(1986)

## 主な著書
- 「魂のシネアスト 高林陽一の宇宙」（ワイズ出版）
- 「あの遠い日の映画への旅」（キネマ旬報社）

## 主な受賞歴
- 「石っころ」モンテカティーニ・アマチュア国際映画祭金賞、サレルノ映画祭銀賞（1960年）
- 「砂」ベルギー国際実験映画祭審査員会特別賞（1963年）
- 「餓鬼草紙」マンハイム国際映画祭グランプリ（1973年）
- 「金閣寺」文化庁優秀映画奨励賞、芸術選奨新人賞（1976年）
- 「愛なくして」山路ふみ子映画賞功労賞（2004年）
- 「涯てへの旅」モナコ国際非暴力映画祭 監督賞、新人監督賞（2008年）